# Un mese in campagna (romanzo)
Un mese in campagna (A Month in the Country) è un romanzo di J. L. Carr pubblicato nel 1980 e finalista del Booker Prize.
Diversi episodi del romanzo sono basati su eventi occorsi realmente a Carr, e alcuni dei personaggi sono modellati su membri della sua famiglia metodista.

## Trama
Tom Birkin, un veterano della prima guerra mondiale, viene assunto per restaurare un affresco che si crede esista sotto una recente imbiancatura sul muro di una chiesa di un villaggio. Nel contempo, un altro veterano viene assunto per cercare una tomba oltre i muri del giardino della chiesa. Sebbene Birkin sia ateo, c'è un forte simbolismo religioso in tutto il libro, che riguarda principalmente il giudizio. Il romanzo esplora i temi della perdita di spiritualità dell'Inghilterra del dopoguerra, della felicita e della nostalgia. Mentre Birkin ripercorre l'estate trascorsa restaurando l'affresco, riesce a riprendersi dalle esperienze di guerra e da un matrimonio fallito.

## Film
Nel 1987 il romanzo venne trasposto in un film omonimo diretto da Pat O'Connor con Colin Firth, Kenneth Branagh, Natasha Richardson e Patrick Malahide.

## Edizioni
- J. L. Carr, Un mese in campagna, Fazi, 2005,  p. 135, ISBN 88-8112-706-7.